# ذر الهمداني
ذر بن عبد الله الهمداني المرهبي الكوفي تابعي من فقهاء وعباد أهل الكوفة وقد عرف بالصدق بين علماء الحديث، درس العلم عن سعيد بن جبير وعبد الله بن شداد، والحارث الهمداني، والنعمان بن بشير، وشقيق بن سلمة، وعبد الرحمن بن أبزى، ومحمد بن المنكدر القرشي، وعائشة بنت ابي بكر، ولد بهمدان في بلاد فارس وسكن الكوفة بالعراق.

## علمه
روي عن سعيد بن عبد الرحمن بن أبزى، وعبد الله بن شداد، وسعيد بن جبير.

## مذهبه
يعتبر ذر الهمداني من مؤسسي فرقة مرجئة الفقهاء وأول من قال بعقيدتهم، فقال عنه أبو داود وغيره: كان مرجئًا، وقال إسحاق ابن إبراهيم: «قلت لأبى عبد الله - يعنى الإمام احمد - : أول من تكلم في الإيمان من هو؟ قال: يقولون: أول من تكلم فيه ذر»، نقلل الذهبي في «الميزان» عن أحمد بن حنبل «ويبدو أن ذرا قد عرضت عليه الشبهة، وكان شاكا فيها، ثم جزم بها وأصر عليها لما لاقت رواجا - وهكذا شأن أصحاب البدع»، وقال سلمة بن كهيل: «وصف ذر الإرجاء وهو أول من تكلم فيه، ثم قال أنى أخاف أن يتخذ هذا دينا، فلما أتته الكتب في الآفاق، قال: فسمعته يقول: وهـل أمر غير هذا»، ونقل عنه الأعمش قوله: «لقد أشرعت رأيا خفت أن يتخذ دينا»، وعن الحسن بن عبيدالله قال: «سمعت إبراهيم النخعى - يقول لذر: ويحك يا ذر، ما هذا الدين الذي جئت به؟ فقال ذر: ما هو إلا ر أي رأيته ! قال: ثم سمعت ذرا يقول: إنه لدين الله الذي بعث به نوح»
و كان سعيد بن جبير شديدا عليه فعندما أتاه ذر يوما في حاجة فقال: «لا، حتى تخبرنى على أي دين أنت اليوم، أو رأي أنت اليوم، فإنك لا تزال تلتمس دينا قد أضللته، ألا تستحي من رأي أنت أكبر منه؟».

## وفاته
توفي في الكوفة بين 81 و90 هجريًا.